# Bonifatiuskerk (Makkinga)
De Bonifatiuskerk is een kerkgebouw in Makkinga in de Nederlandse provincie Friesland. De kerk is een rijksmonument.

## Beschrijving
De kerk uit 1777 is gebouwd ter vervanging van een kerk die gewijd was aan Bonifatius. De driezijdig gesloten kerk is gebouwd naar plannen van meester-timmerman Theunis Thomasz. uit Bergum. Boven de ingang een gevelsteen (1775) in rococo stijl met de namen van de kerkvoogden Jan Dirks en Jan Pyters. De ingebouwde toren met ingesnoerde spits heeft een windwijzer in de vorm van een paard. Er hangt een klok uit 1463 en een klok uit 1950 van de Gebr. Van Bergen die een door de Duitse bezetter gevorderde klok verving. 
De preekstoel (1776) is ook gemaakt door Theunis Tomasz. Het kabinetorgel uit 1866 is gebouwd door P.J. Adema. Het is in 1927 in de kerk geplaatst en in 1978 gerestaureerd door Bakker & Timmenga. Er zijn enkele zerken met de wapens van de familie Lycklama à Nijeholt.

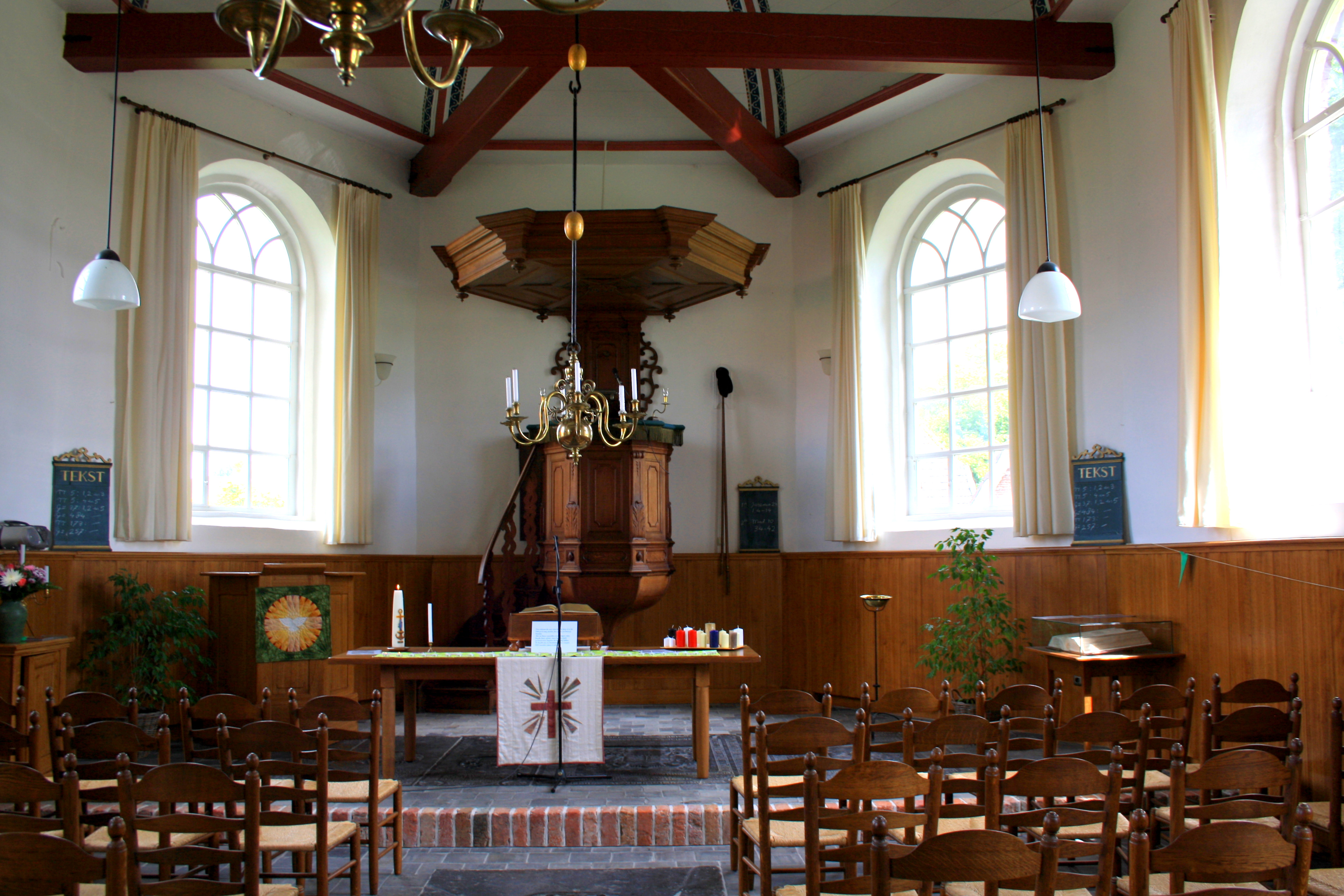
Interieur met preekstoel (2011)
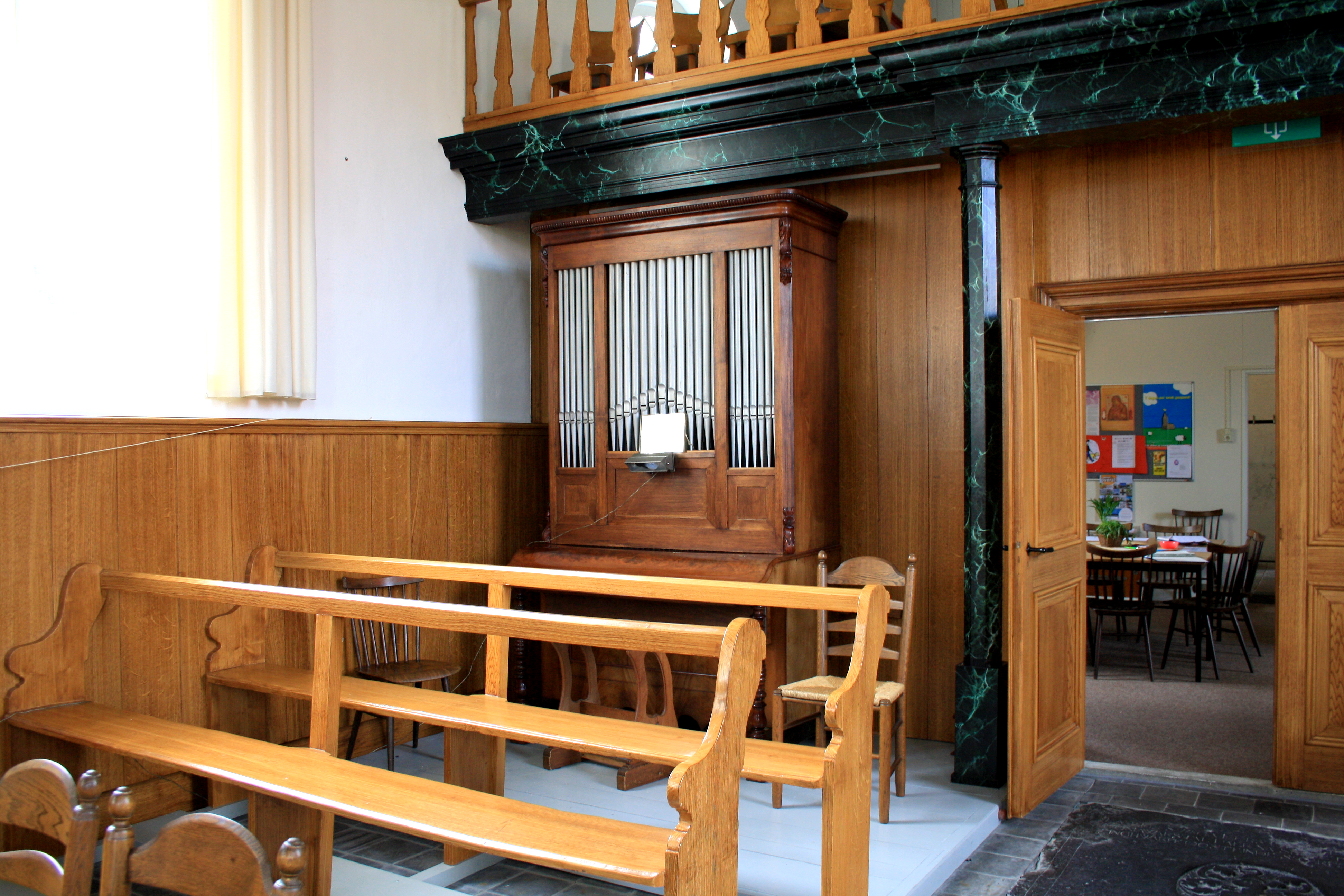
Interieur met orgel